# Sarcophaga brevigaster
Sarcophaga brevigaster är en tvåvingeart som först beskrevs av Macquart 1843.  Sarcophaga brevigaster ingår i släktet Sarcophaga och familjen köttflugor.
Artens utbredningsområde är Réunion. Inga underarter finns listade i Catalogue of Life.